# Lac Brompton
Lac Brompton är en sjö i Kanada.   Den ligger i regionen Estrie och provinsen Québec, i den sydöstra delen av landet, 280 km öster om huvudstaden Ottawa. Lac Brompton ligger 235 meter över havet. Arean är 11,5 kvadratkilometer. Den sträcker sig 11,7 kilometer i nord-sydlig riktning, och 2,4 kilometer i öst-västlig riktning.
I omgivningarna runt Lac Brompton växer i huvudsak blandskog. Runt Lac Brompton är det ganska tätbefolkat, med 83 invånare per kvadratkilometer.